# Ludwigia pseudonarcissus
Ludwigia pseudonarcissus är en dunörtsväxtart som först beskrevs av Robert Hippolyte Chodat och Hassler, och fick sitt nu gällande namn av T.P. Ramamoorthy. Ludwigia pseudonarcissus ingår i släktet ludwigior, och familjen dunörtsväxter. Inga underarter finns listade i Catalogue of Life.